# 法氏細鰩
法氏細鰩（學名：Rajella fyllae），為軟骨魚綱鰩目鰩科鰩屬的一種，分布於北大西洋及近北極區，包括緬因灣近海和紐芬蘭島和拉布拉多半島外到巴芬灣南部、格陵蘭南部周圍到丹麥海峽、冰島南部、法羅群島、雪特蘭群島到斯卡格拉克海峽、不列顛群島以西及挪威沿海至巴倫支海西部和斯瓦爾巴群島海域，深度147至2055公尺，本魚吻部短而鈍，其椎間盤中帶和尾部上表面粗糙，佈滿不規則排列的大刺，上表面呈灰白色至巧克力棕色，下表面白色、灰白色、淺灰色或淺黃褐色，腹鰭和胸鰭腋有煙灰色斑塊，體長可達60公分，棲息在大陸棚及大陸坡，為底棲性魚類，肉食性，以底棲性無脊椎動物為食，卵生，卵囊是長橢圓形，有硬尖的觸鬚，生活習性不明。